# Sundre kyrka

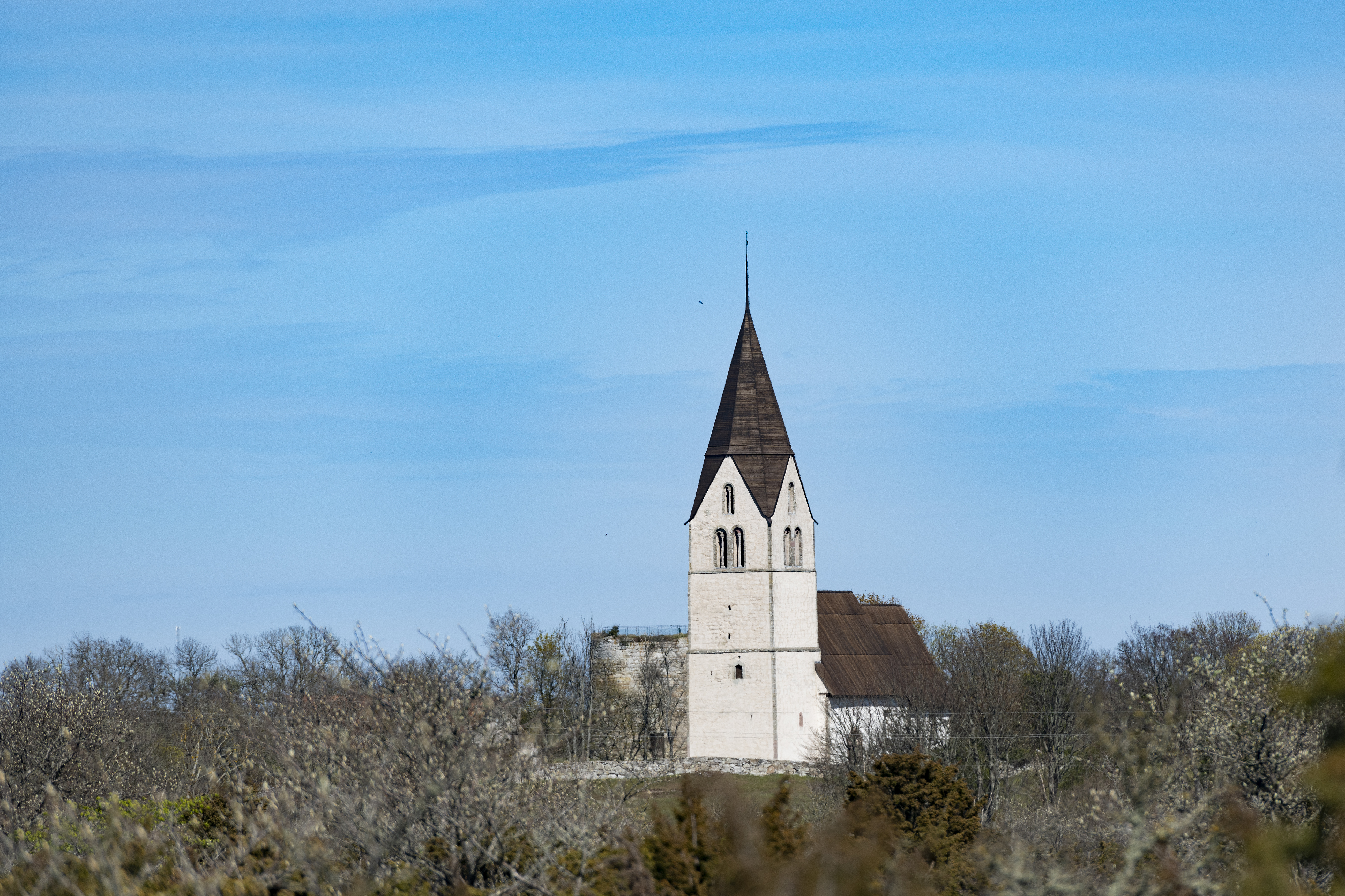
Sundre kyrka (2020) sedd från Körsbärsgården.

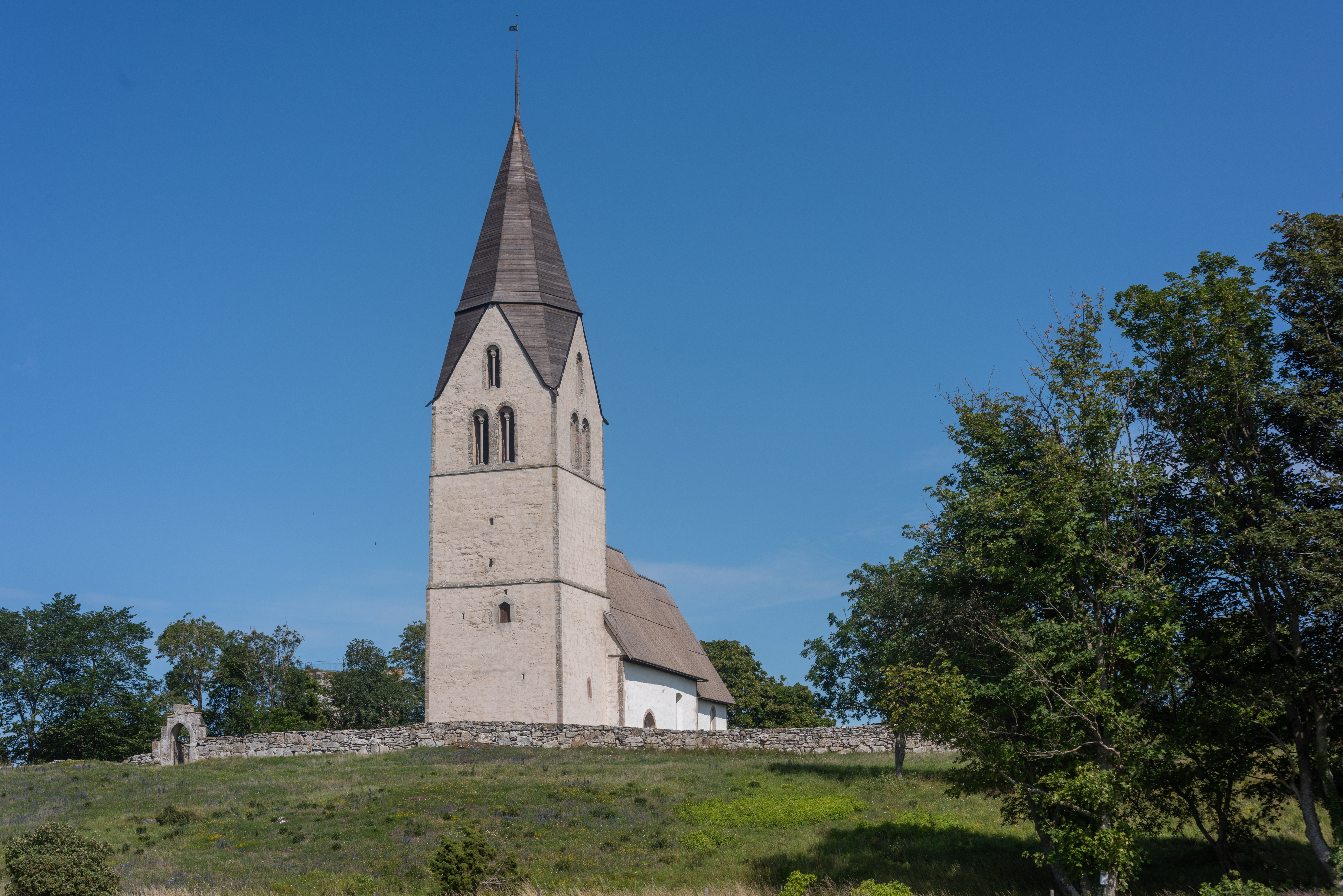
Sundre kyrka Gotland

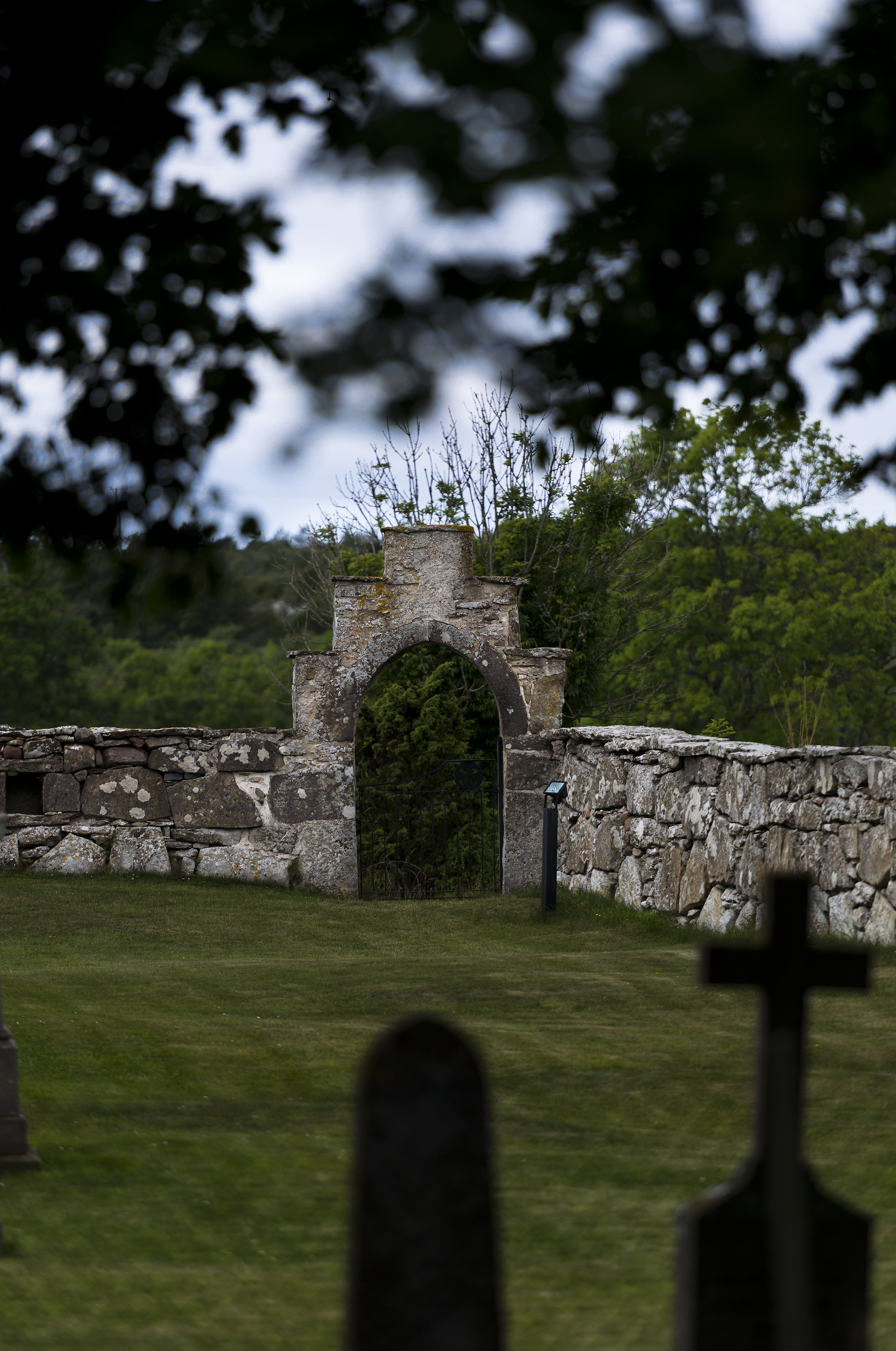
Sundre kyrka kyrkogård

Sundre kyrka är en kyrkobyggnad på Gotland som tillhör Hoburgs församling i Visby stift. Den medeltida stenkyrkan ligger i Sundre i Sundre socken som är Gotlands sydligaste socken och en av de minsta. I kyrkan fanns tidigare världens äldsta kända orgel, Sundreorgeln från 1370-talet.

## Kyrkobyggnaden
Nuvarande kyrka hade troligen en föregångare som var en träkyrka från senare delen av 1100-talet.
Långhuset och koret till nuvarande kyrka uppfördes under 1200-talets förra hälft. Tornet byggdes något senare, förmodligen omkring 1200-talets mitt. Sakristian tillkom mycket senare, år 1870. Kyrkan restaurerades 1931 efter förslag av arkitekt Knut Nordenskjöld. Vid en restaurering 1969 - 1970 utförd av Restaureringsteknik AB framtogs långhusets passionsfris, ornamentala 1200-talsmålningar i koret samt en 1600-talsmålning i triumfbågen.
Kyrkan är uppförd i romansk stil och består av ett rektangulärt långhus, med ett smalare rakt avslutat kor i öster och ett kyrktorn i väster. Vid korets norra sida är en sakristia tillbyggd. Byggnadsmaterialet är i huvudsak sandsten.
Kyrkan har vitputsade fasader med hörnkedjor och omfattningar av kalksten. Långhus och kor täcks av brädklädda, branta sadeltak. Tornet har kolonnettförsedda ljudgluggar i två våningar, sidogavlar och en kort åttkantig spira. Kyrkan har tre ingångar (på tornets nordsida, samt korets respektive långhusets sydsida); långhusportalen fungerar som huvudingång och i dess inre smyg finns ett vigvattenskärl bevarat. Långhusets sydfönster är förstorat i senare tid, medan korets två fönster (i söder och öster) har mer ursprunglig karaktär. De två cirkelrunda stenarna av röd kalksten, som är inmurade till höger om långhusportalen, var troligen ämnade till en kolonn.

## Exteriör

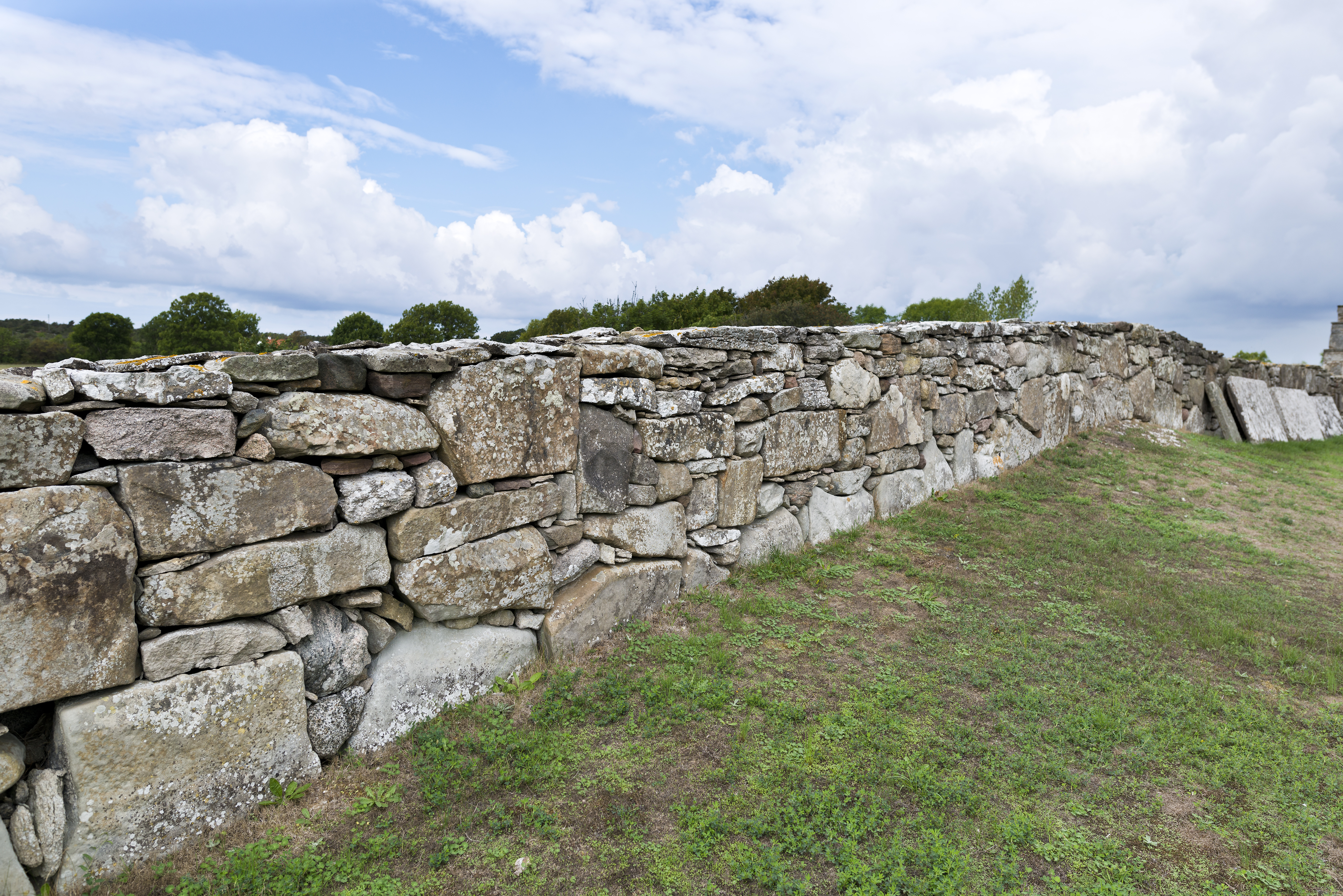
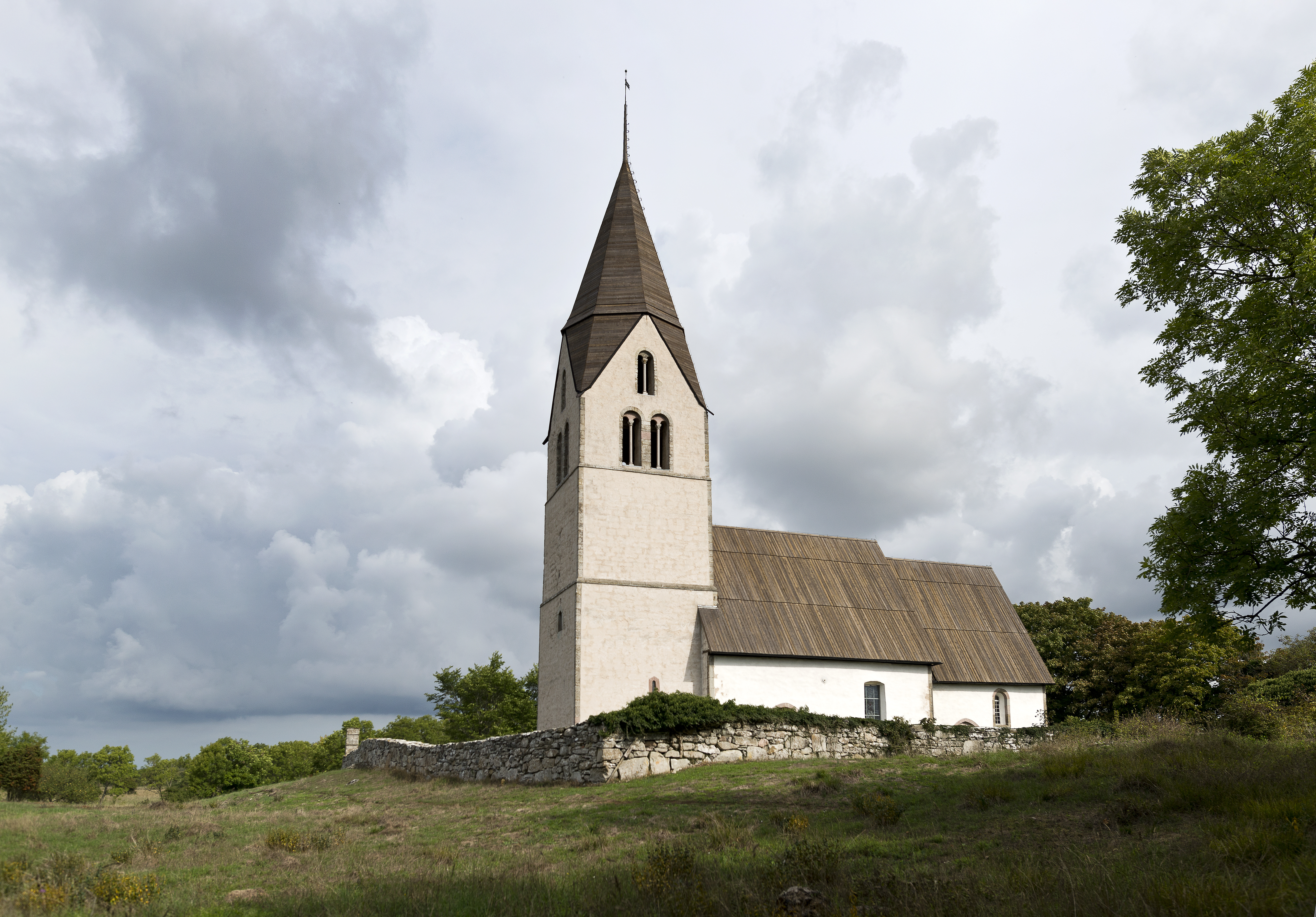
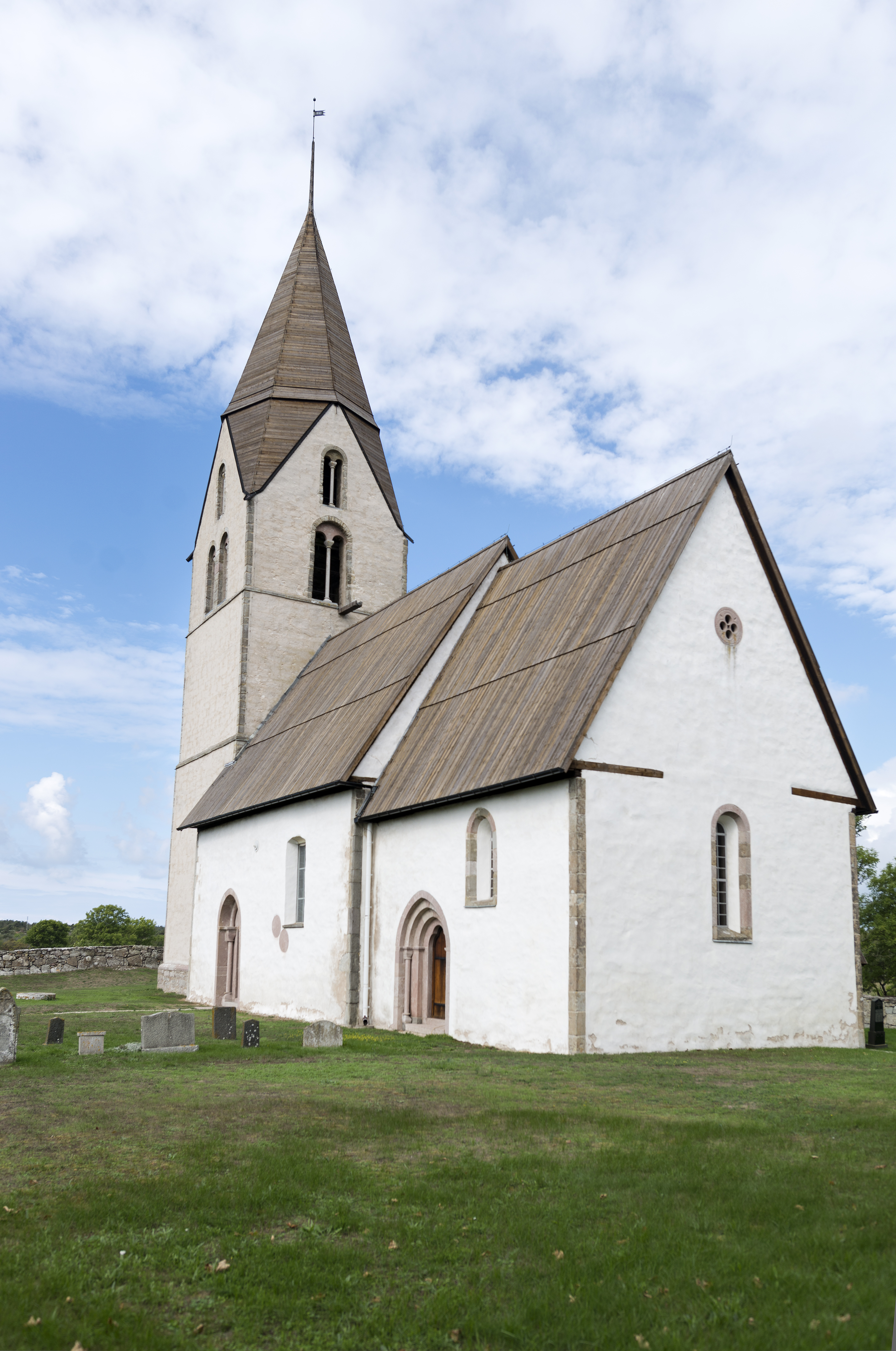

## Interiör
Långhuset täcks invändigt av två kryssvalv, medeltida sidoaltaren finns bevarade i nordöstra respektive sydöstra hörnet. Längs södra långhusväggen löper en passionsfris från 1400-talet. En spetsbågig muröppning leder till det kryssvälvda koret, som är försett med fyra nischer varav den nordöstra har medeltida omfattning med järnbeslagna trädörrar. Tornrummet, som har ett kryssvalv, avskiljs från långhuset genom en brädvägg. Sakristian är tunnvälvd. Långhusfönstrets glasmålning är komponerad av professor Einar Forseth och insatt 1969. Altarprydnaden är en rekonstruktion av ett 1300-tals retabel.

## Inventarier
- På norra sidoaltaret finns en träskulptur av den sörjande Maria, snidad på 1200-talet.
- Ett triumfkrucifix är från 1400-talet.
- Den runda predikstolen är från 1800-talets början.

## Orgel
- Redan 1370 fanns en orgel i Sundre kyrka tillverkad av Mäster Verner från Brandenburg. Denna orgel, Sundreorgeln, är världens äldsta kända orgel, och återfinns idag tillsammans med Norrlandaorgeln på Historiska museet i Stockholm.
- Nuvarande orgel 1843 av Pehr Zacharias Strand för Kungliga Operan i Stockholm.
- 1978 byggde Andreas Thulesius, Klintehamn en orgel med 3 stämmor. Tidigare använde man ett harmonium. Orgeln var mekanisk och hade följande disposition.

| Manual        |
| Gedackt 8’    |
| Principal 4’  |
| Blockflöjt 4’ |

- 2006-2008 restaurerades orgeln av orgelbyggare Tomas Svenske AB.

| Manual C-f3   | Ingen pedal |
| ------------- | ----------- |
| Gedackt 8'    |             |
| Salicional 8' |             |
| Principal 4'  |             |
| Rörflöjt 4'   |             |
| Oktava 2'     |             |
| Wallflöjt 2'  |             |

## Interiörbilder

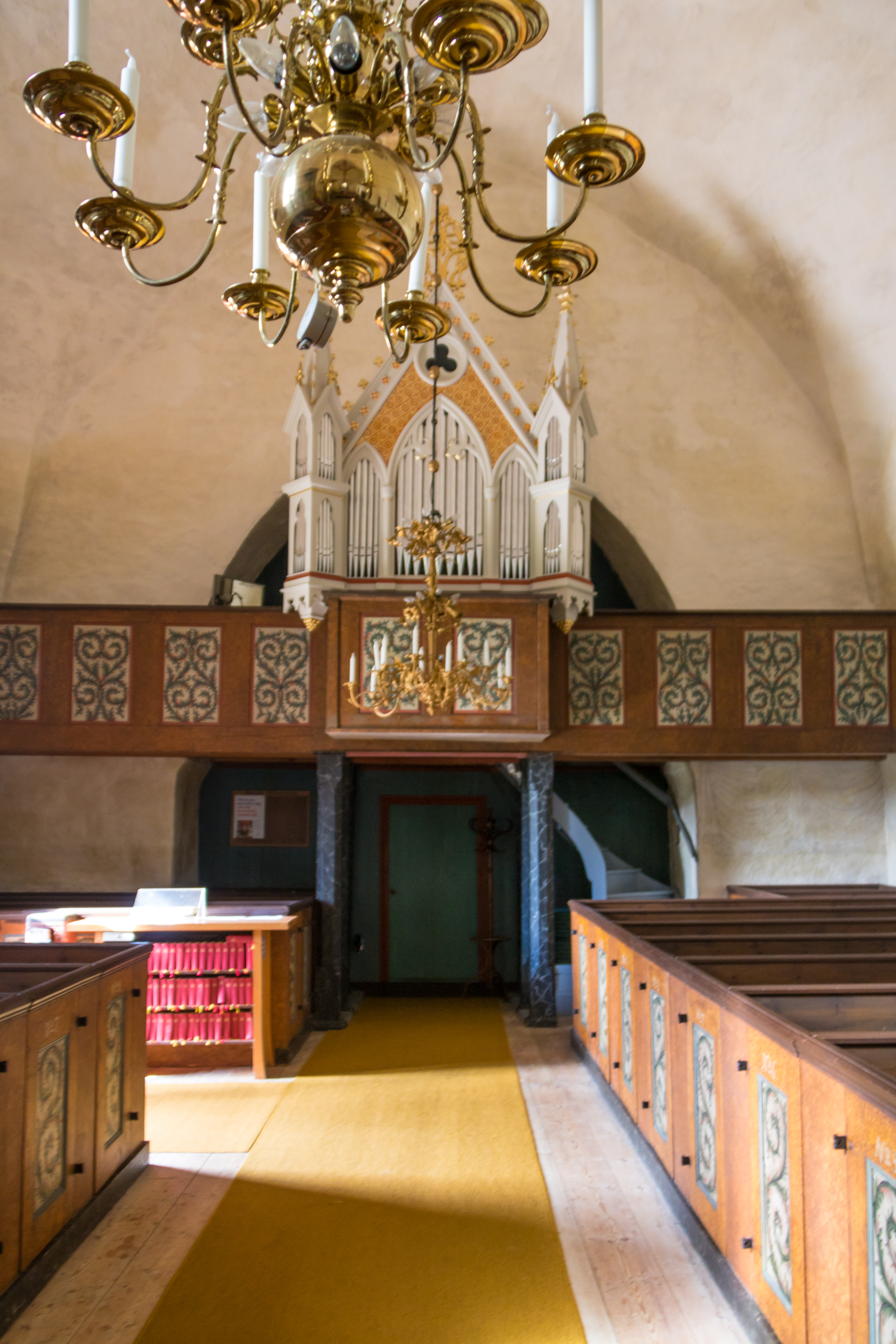
Kyrkorummet med orgelläktaren
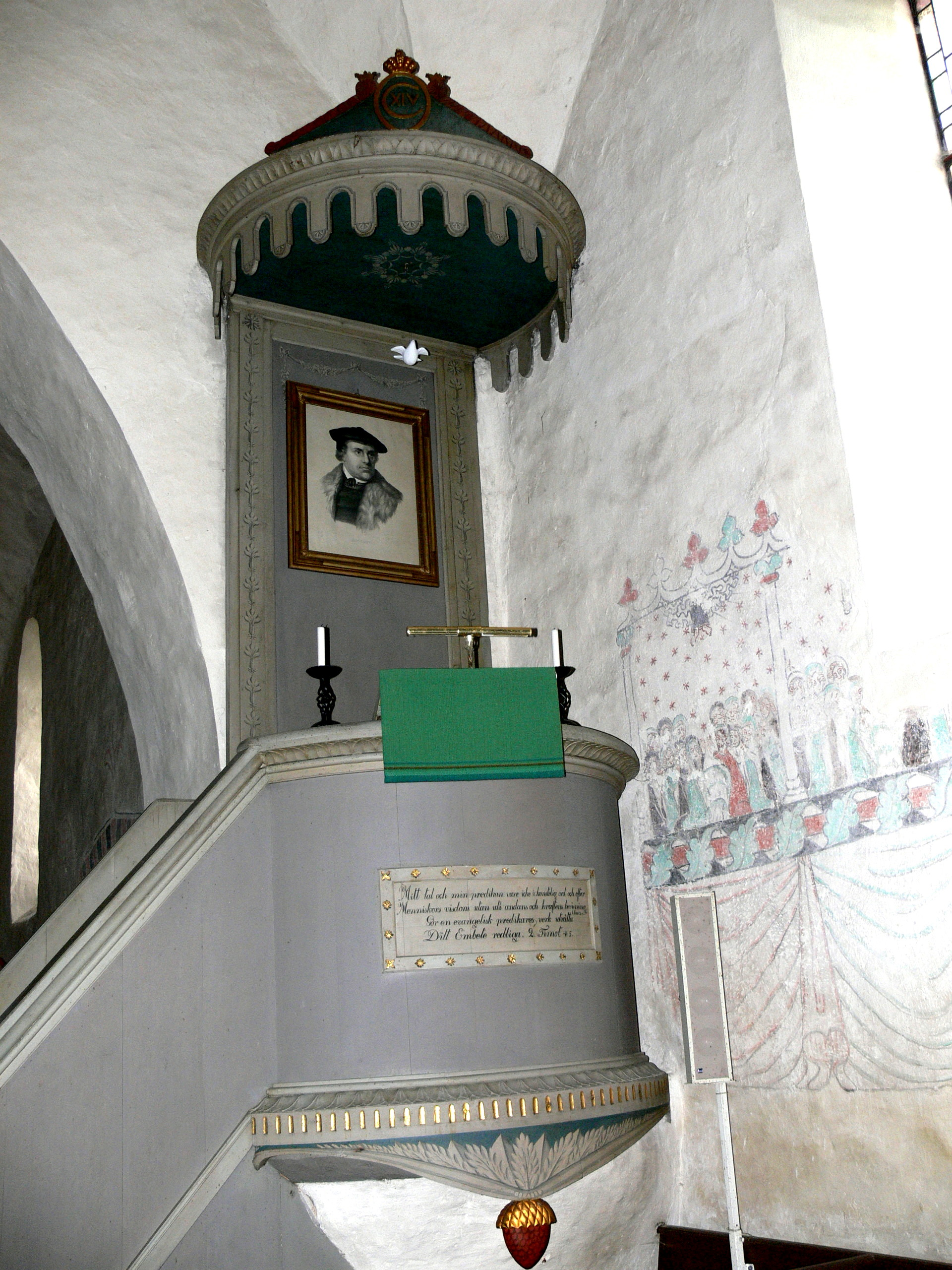
Predikstolen
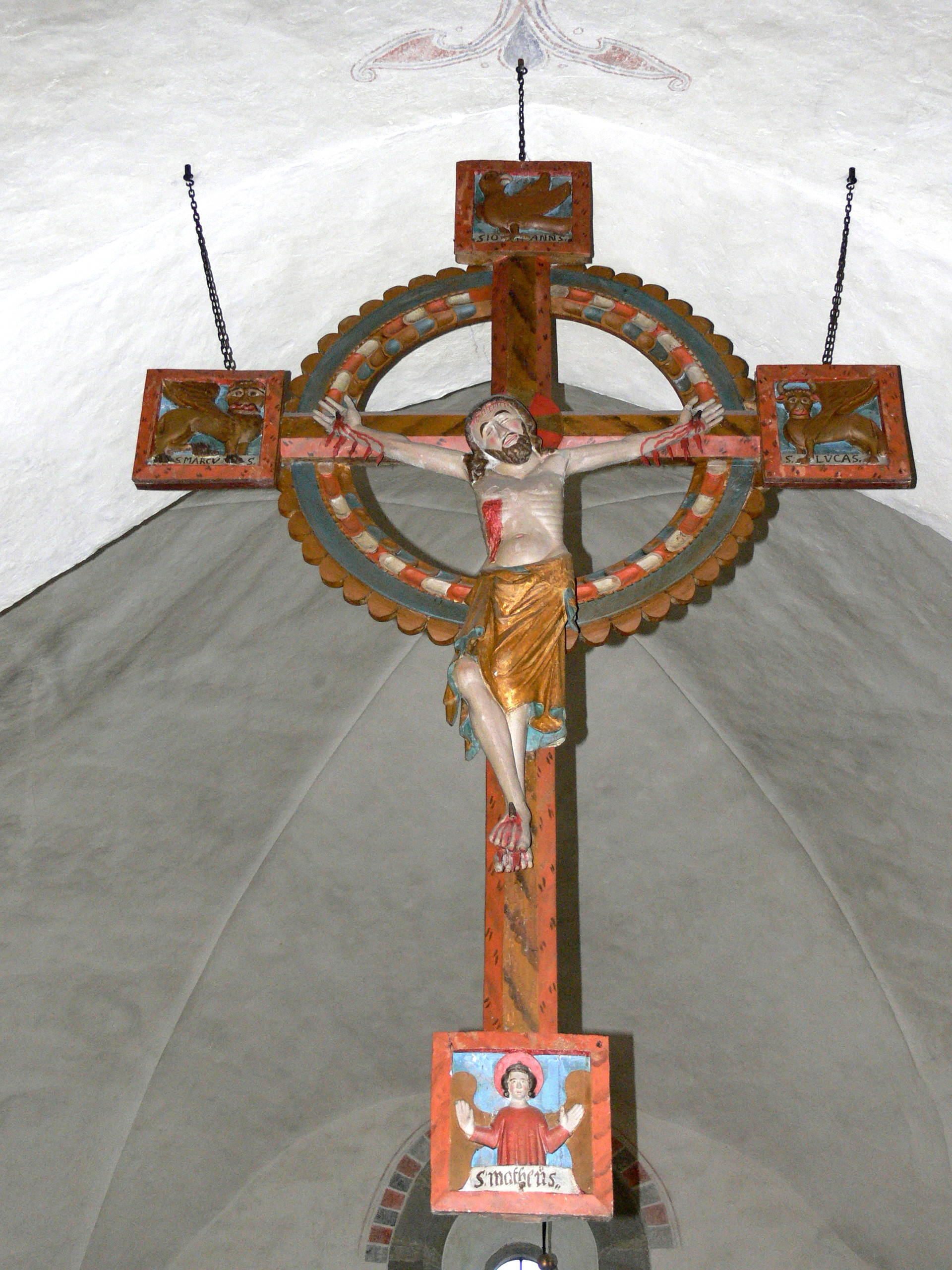
Triumfkrucifixet
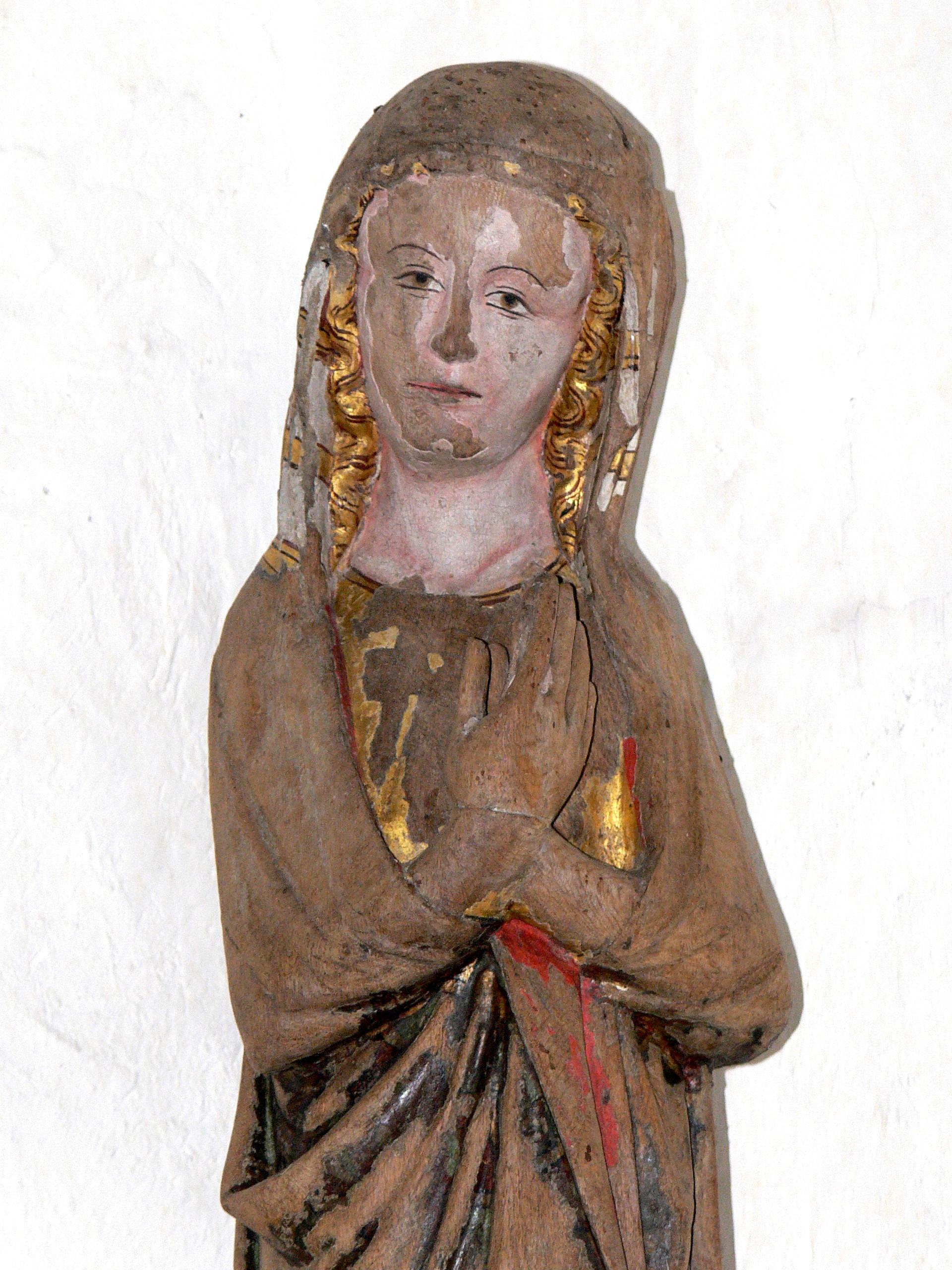
Madonnabild
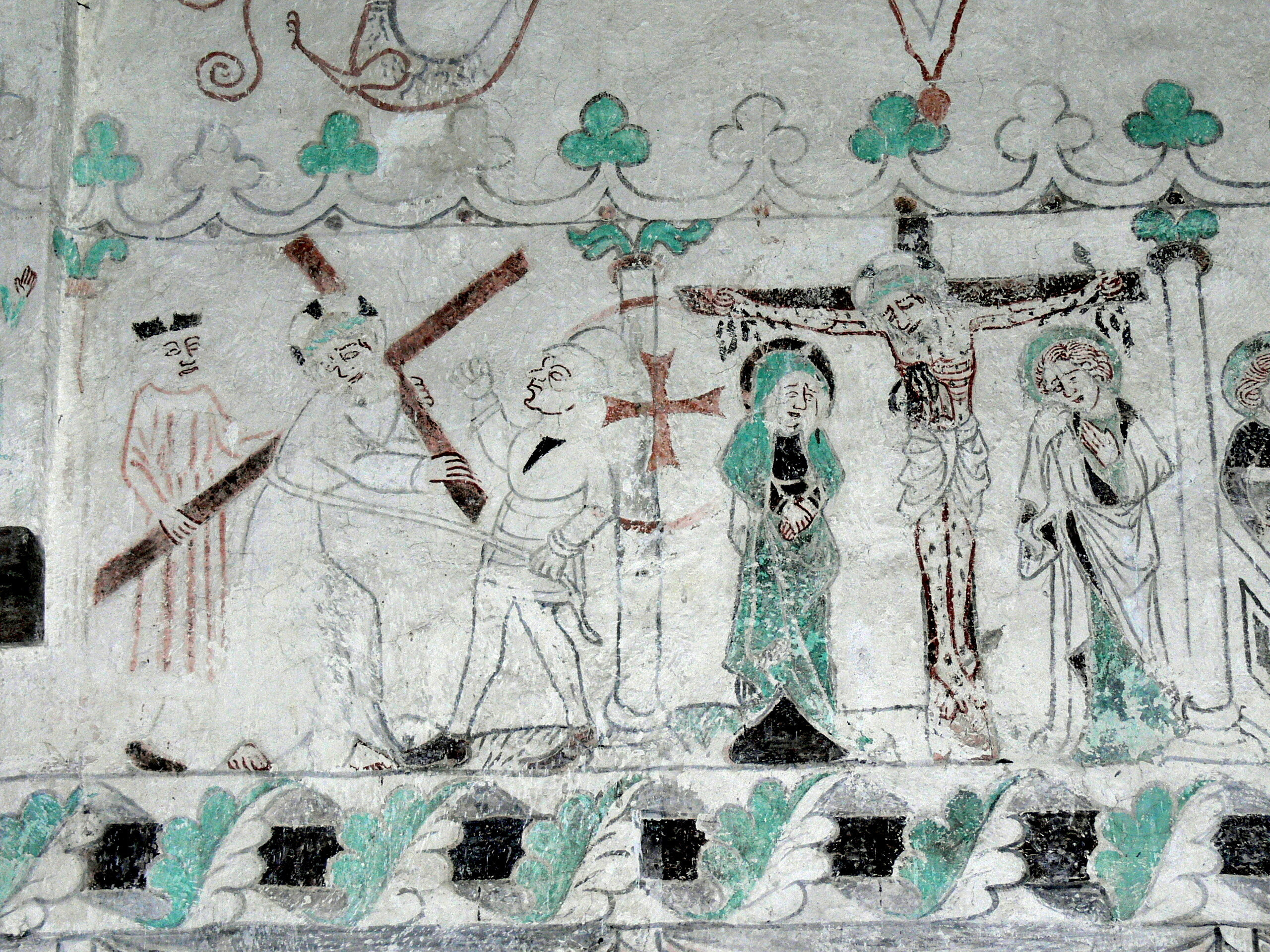
Passionsfris

## Sundre kastal
Nordost om kyrkan finns ett runt försvarstorn (en så kallad kastal) från tidig medeltid bevarat. Den är 15 meter i diameter och 13 meter hög och är uppbyggd av huggna sandstenar. I nordost, cirka 6 meter ovan marknivå, är en rundbågig portal, troligen den ursprungliga ingången. På kastalens övre del är 6-7 skottgluggar bevarade. Sydväst om kyrkan finns också ruinerna av en medeltida prästgård.

### Bilder av kastalen

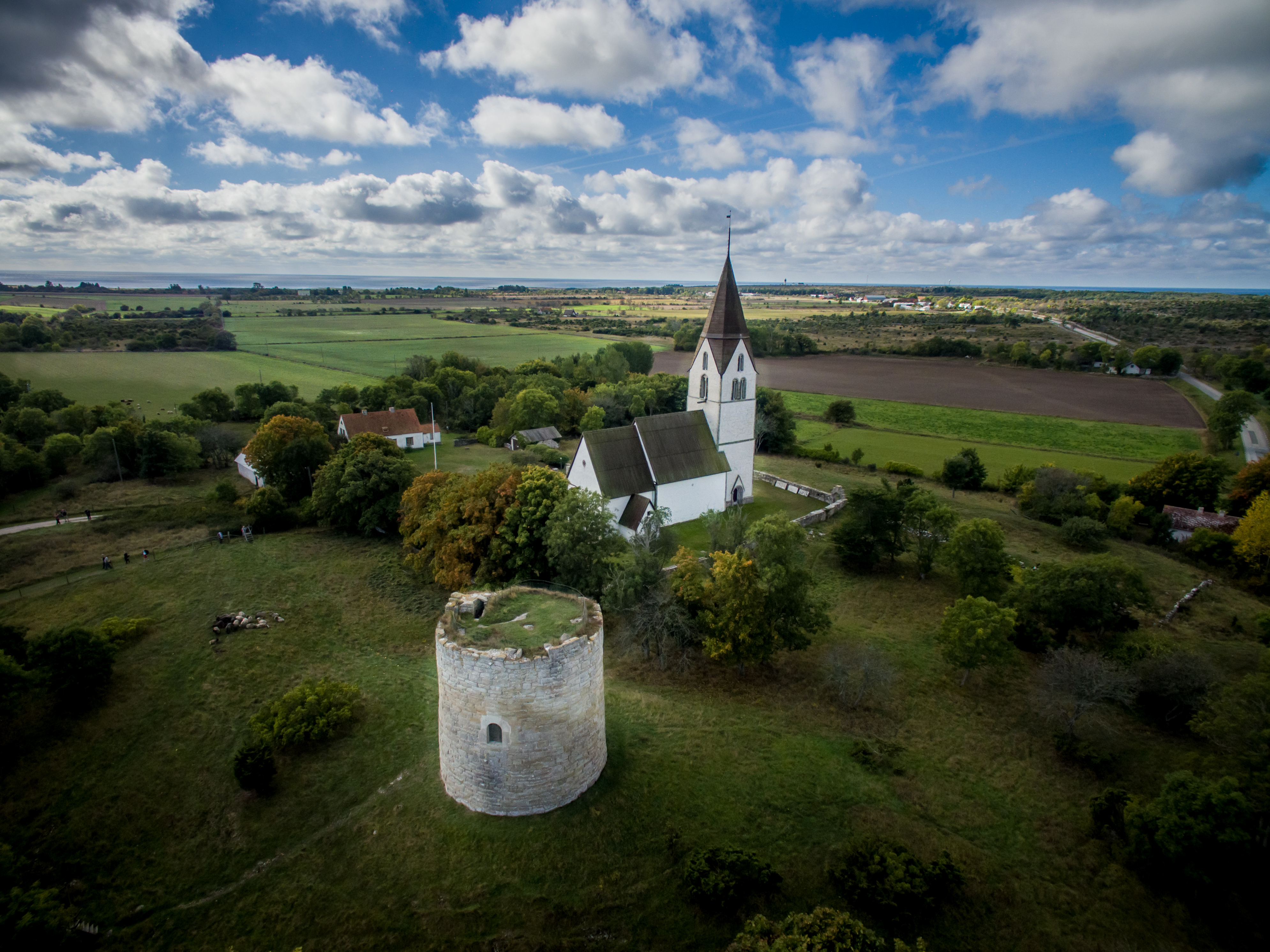
Kastalen och kyrkan i landskapet.
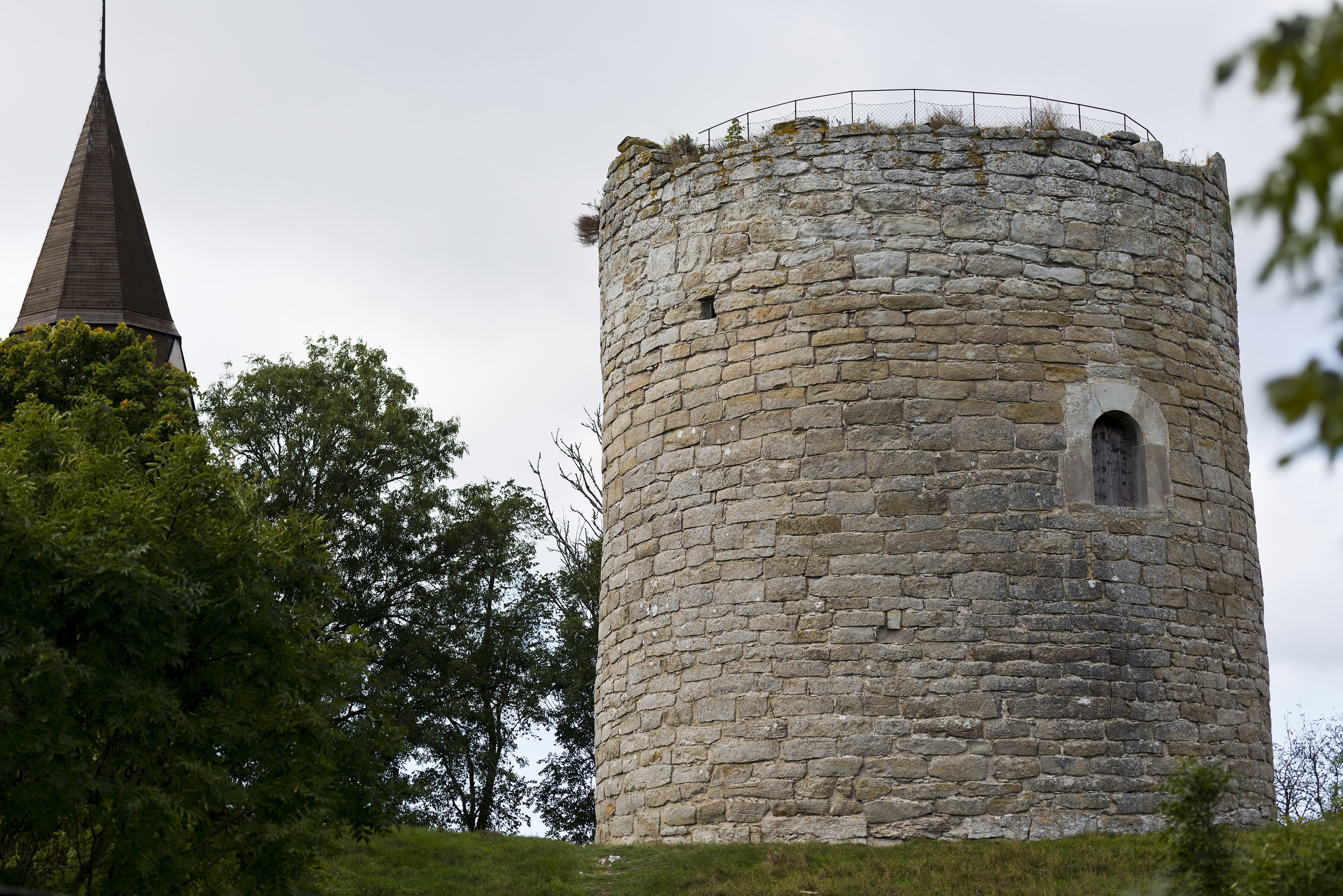
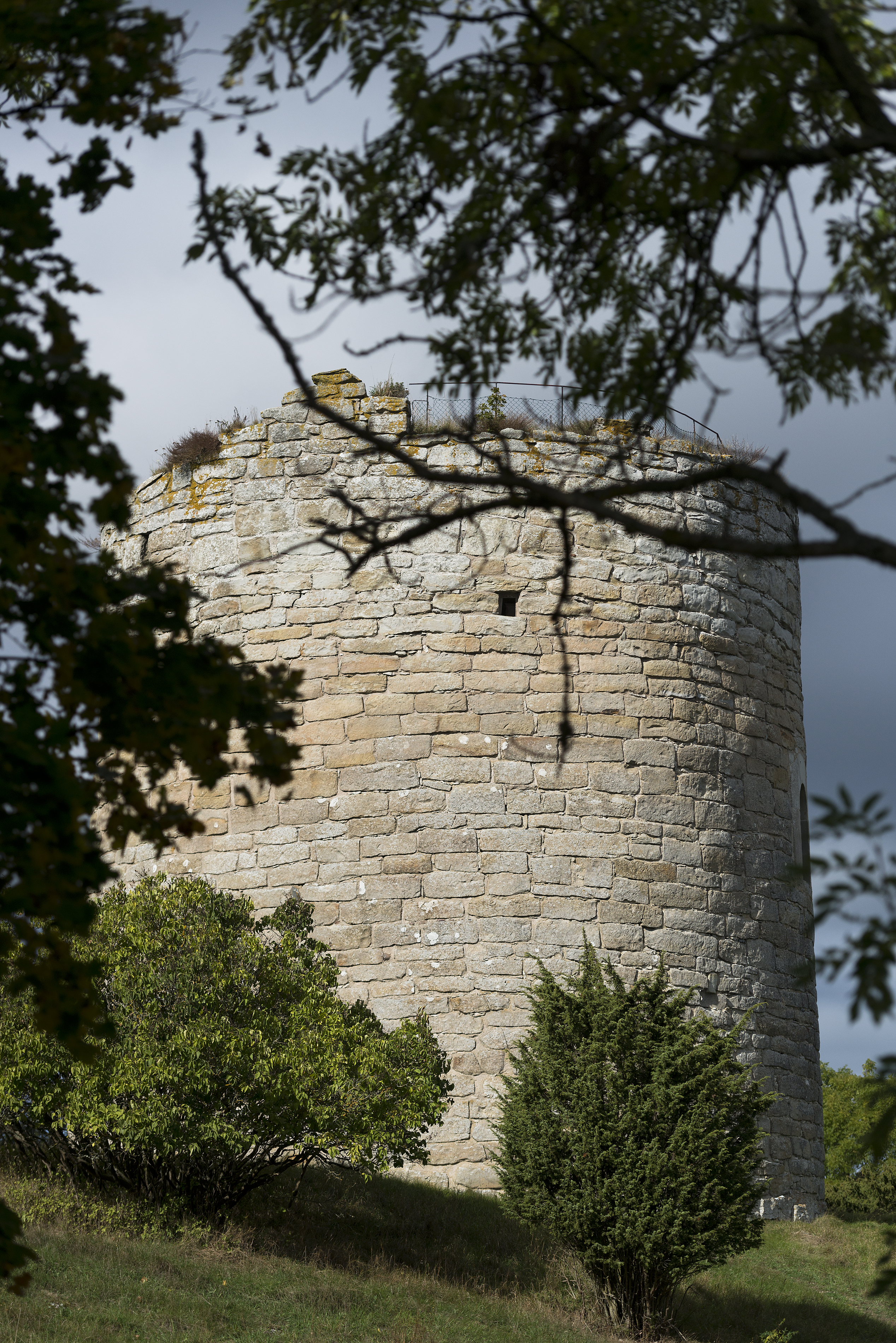
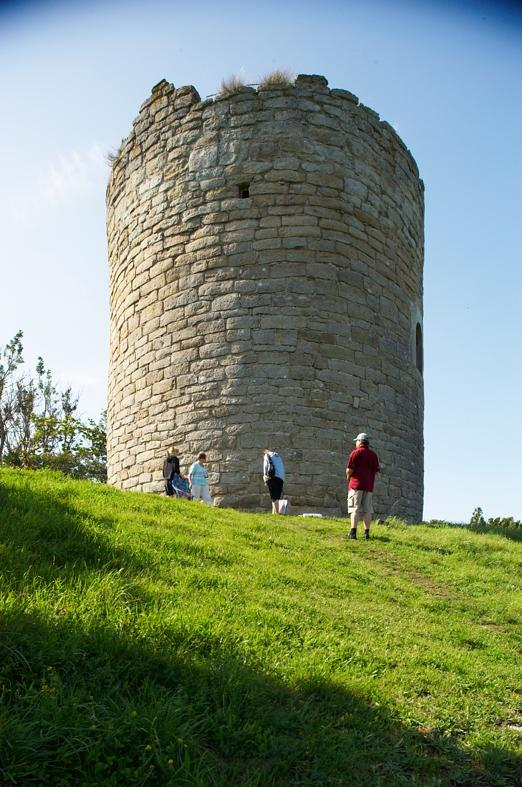
Exteriör.
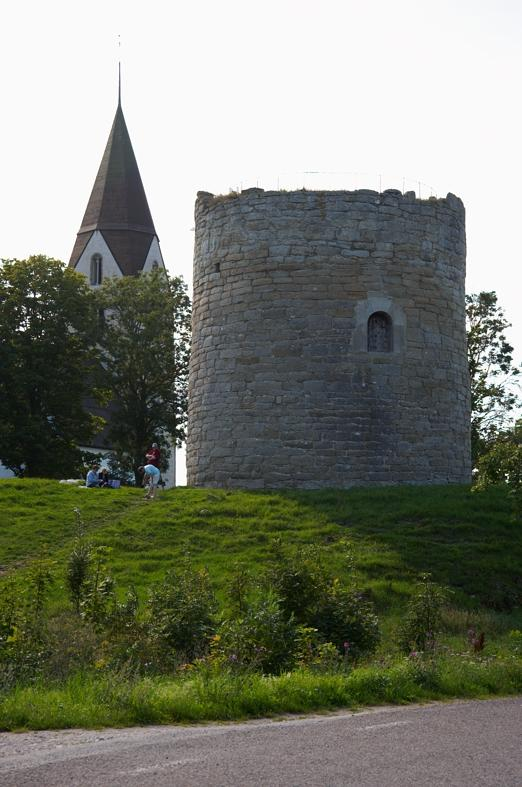
Exteriör.
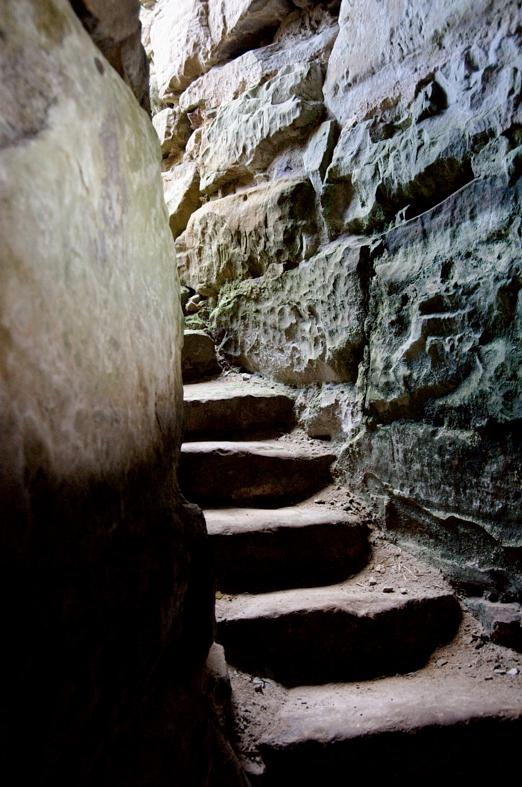
Interör.